# Mordellistena brevicornis
Mordellistena brevicornis es una especie de coleóptero de la familia Mordellidae.

## Distribución geográfica
Habita en Araxes.